# Unterseeboot 626
L'Unterseeboot 626 ou U-626 est un sous-marin allemand (U-Boot) de type VIIC utilisé par la Kriegsmarine pendant la Seconde Guerre mondiale.
Le sous-marin fut commandé le 15 août 1940 à Hambourg (Blohm & Voss), sa quille fut posée le 28 juillet 1941, il fut lancé le 15 avril 1942 et mis en service le 11 juin 1942, sous le commandement du Leutnant zur See Hans-Botho Bade.
L'U-626 n'endommagea ou ne coula aucun navire au cours de l'unique patrouille (14 jours en mer) qu'il effectua.
Il fut porté disparu dans l'Atlantique Nord en décembre 1942.

## Conception
Unterseeboot type VII, l'U-626 avait un déplacement de 769 tonnes en surface et 871 tonnes en plongée. Il avait une longueur totale de 67,10 m, un maître-bau de 6,20 m, une hauteur de 9,60 m et un tirant d'eau de 4,74 m. Le sous-marin était propulsé par deux hélices de 1,23 m, deux moteurs diesel Germaniawerft M6V 40/46 de 6 cylindres en ligne de 1 400 cv à 470 tr/min, produisant un total de 2 060 à 2 350 kW en surface et de deux moteurs électriques BBC GG UB 720/8 de 375 cv à 295 tr/min, produisant un total 550 kW, en plongée. Le sous-marin avait une vitesse en surface de 17,7 nœuds (32,8 km/h) et une vitesse de 7,6 nœuds (14,1 km/h) en plongée. Immergé, il avait un rayon d'action de 80 milles marins (150 km) à 4 nœuds (7,4 km/h; 4,6 milles par heure) et pouvait atteindre une profondeur de 230 m. En surface son rayon d'action était de 8 500 milles nautiques (soit 15 700 km) à 10 nœuds (19 km/h).
L'U-626 était équipé de cinq tubes lance-torpilles de 53,3 cm (quatre montés à l'avant et un à l'arrière) qui contenait quatorze torpilles. Il était équipé d'un canon de 8,8 cm SK C/35 (220 coups) et d'un canon antiaérien de 20 mm Flak. Il pouvait transporter 26 mines TMA ou 39 mines TMB. Son équipage comprenait 4 officiers et 40 à 56 sous-mariniers.

## Historique
Il effectue sa période d'entraînement à la 5. Unterseebootsflottille jusqu'au 31 octobre 1942, puis rejoint sa formation de combat dans la 6. Unterseebootsflottille.
Le 2 septembre 1942, pendant son temps de formation initiale en mer Baltique, l'U-626 entre en collision avec l'U-222, qui coule à l'ouest de Pillau, à la position 54° 25′ N, 19° 30′ E.
Sa première patrouille débute par un court voyage de Kiel à Bergen. Elle commence le 24 novembre au départ de Bergen.
L'U-626 émet son dernier message radio dans la matinée du 14 décembre 1942 au sud de l'Islande, à la position 58° 40′ N, 20° 00′ O. Il est considéré comme disparu après avoir omis de signaler sa position le 16 décembre 1942.
L'U-626 était l'un des deux seul sous-marins allemands opérationnels commandé par un Leutnant zur See (l'autre était l'U-155 en 1944).
Les quarante-sept membres d'équipage meurent dans cette disparition.

### Fait précédemment établi
Il a été supposé que le sous-marin aurait été coulé le 15 décembre 1942 dans l'Atlantique Nord, à la position 56° 46′ N, 27° 12′ O, par des charges de profondeur de l'USCGC Ingham. Cette attaque a eu lieu à environ 200 milles nautiques de la position connue du bateau. Aucun fait ni preuve ne permet de savoir que cette attaque visait un sous-marin.

## Affectations
- 5. Unterseebootsflottille du 11 juin 1942 au 31 octobre 1942 (Période de formation).
- 6. Unterseebootsflottille du 1er novembre 1942 au 14 décembre 1942 (Unité combattante).

## Commandement
- Leutnant zur See Hans-Botho Bade du 11 juin 1942 au 14 décembre 1942.

## Patrouilles
|       | Commandant           | Départ           | Départ | Arrivée          | Arrivée       | Jours    | Succès |
| ----- | -------------------- | ---------------- | ------ | ---------------- | ------------- | -------- | ------ |
|       | Ltn. Hans-Botho Bade | 24 novembre 1942 | Kiel   | 30 novembre 1942 | Bergen        | 7 jours  |        |
| 1     | Ltn. Hans-Botho Bade | 8 décembre 1942  | Bergen | 14 décembre 1942 | Porté disparu | 7 jours  |        |
| Total | Total                | Total            | Total  | Total            | Total         | 14 jours | 0 t    |

Note : Ltn. = Leutnant zur See